# Холодні тріщини
Холо́дні трі́щини або утво́рення холо́дних трі́щин (англ. cold cracking) — локальні міжкристалічні руйнування металу зварних з'єднань у вигляді тріщин, що виникають у шві або пришовній зоні під дією власних зварювальних механічних напружень.

## Загальна інформація
Холодні тріщини є типовим дефектом зварних з'єднань вуглецевих, середньолегованих і високолегованих сталей перлітного і мартенситного класів. Низьковуглецеві та низьколеговані сталі, а також високолеговані сталі аустенітного класу практично не схильні до утворення холодних тріщин.
Тріщини утворюються в зварних з'єднаннях при їх охолодженні до відносно невисоких температур, зазвичай, нижчих за 300 °С. Формальними ознаками холодних тріщин, які відрізняють їх від гарячих, є факт виявлення тріщин при візуальному спостереженні, зазвичай, після повного охолодження зварного з'єднання та наявність блискучого зламу без слідів високотемпературного окиснення.

## Типи холодних тріщин
Розрізняють чотири основні типи холодних тріщин у зварному з'єднанні:
Тип 1 — підваликові тріщини. Вони утворюються в зоні термічного впливу на ділянці «крупного зерна». На цій ділянці температура при зварюванні є найвищою і аустенітні зерна виростають до найбільших розмірів. Такі тріщини спостерігаються, якщо феритний наплавлений метал містить водень.
Тип 2 — поперечні тріщини. Такі тріщини розвиваються у напрямку, перпендикулярному до ізотерм. Початок їхнього утворення спостерігається у зоні термічного впливу на ділянці грубозернистого мартенситу. Ці тріщини часто поширюються у наплавленому й основному металі. Вони утворюються навіть при відсутності водню, хоча він сприяє їх зародженню.
Тип 3 — тріщини від надрізу. Вони утворюються на вільній поверхні зони термічного впливу біля металу шва, на ділянці з різко вираженим ефектом надрізу. Початок тріщини може знаходитись в зоні багатовісних розтягувальних напружень у зоні великих мартенситних зерен. Ці тріщини можуть з'являтись при незначному вмісті водню.
Тип 4 — перехідні тріщини. Утворюються при зварюванні аустенітними електродами. Вони зароджуються в мартенситній зоні наплавленого металу поблизу лінії сплавлення.
Усі чотири типи тріщин найчастіше зароджуються та розвиваються в зоні грубозернистого мартенситу, що утворюється в процесі охолодження аустеніту від максимальної температури. Поперечні тріщини (тип 3) спостерігаються у багатошарових зварних швах.

## Оцінювання схильності до утворення холодних тріщин
Відмінною рисою холодних тріщин є їх затримане зародження і уповільнений розвиток (до декількох діб). При виборі сталі для зварної конструкції ризик утворення холодних тріщин може бути оцінений за допомогою розрахунку вуглецевого еквівалента Секв (хімічний еквівалент вуглецю), що характеризує ступінь легування сталі і приводить вплив легувальних елементів на термічний цикл зварювання до впливу вуглецю. Різними дослідниками емпірично запропоновано більше десятка виразів Секв для окремих груп сталей.
На практиці часто застосовують вираз:
Секв={\displaystyle C+Mn/6+Si/24+Ni/10+Cu/5+Mo/4+V/14},
або користуються рівнянням, рекомендованим Міжнародним інститутом зварювання:
Секв={\displaystyle C+Mn/6+Si/24+(Cr+Mo+V)/5+(Ni+Cu)/15},
Сталі, у яких Cекв ≤ 0,45, вважаються не схильними до утворення холодних тріщин при зварюванні. При Cекв > 0,45 сталі стають схильними до утворення тріщин. Поява тріщин залежить від можливості утворення гартівних структур мартенситу та вмісту водню у зварному шві: чим більшою є концентрація водню, тим вираженішим стає розтріскування. Схильність до утворення тріщин залежить від внутрішніх напружень, що виникають у зварному з'єднанні після завершення зварювання, та їх розподілу. За наявності зовнішнього навантаження напруження, які воно створює, можуть сумуватись з внутрішніми. Для кожної сталі існує своя швидкість охолодження, перевищення якої приводить до утворення холодних тріщин. Вона називається першою критичною швидкістю охолодження — Wкр1.
Параметром, що вказує на окрихчення сталі внаслідок структурних перетворень, є твердість зони термічного впливу. Для звичайних нелегованих і низьколегованих сталей твердість зони термічного впливу повинна бути не вищою за HV 350. Можливу максимальну величину твердості визначають розрахунковим шляхом на основі хімічного складу сталі:
{\displaystyle HV_{max}=90+1050C+47Si+75Mn+30Ni+31Cr}
Якщо попередня оцінка зварюваності вказує на схильність сталі до утворення холодних тріщин, найчастіше для зменшення швидкості охолодження застосовують попередній підігрів виробу або зварного з'єднання. Температура попереднього підігріву може бути приблизно розрахована з урахуванням товщини металу за формулою:
{\displaystyle T_{n}=350\cdot {\sqrt {C_{3}-0,25}}},
де: Сз — загальний еквівалент вуглецю, який є сумою хімічного (Секв) і розмірного (Сs) еквівалентів вуглецю, останній залежить від товщини зварної конструкції (s, мм), Секв визначається за рівнянням:
Секв = {\displaystyle C+(Mn+Cr)/9+Ni/8+Mo/13},
а Cs:
Cs = 0,005s•Cекв.
Тоді: Сз= Секв+Сs= Секв(1+0,005s)
Крім непрямих методів, описаних вище, для оцінювання опору утворенню холодних тріщин застосовують прямі зварювальні технологічні проби у виглядів зразків визначеної форми і розмірів, які зварюють за визначеною технологією та проводять дослідження як кількісні так і якісні на наявність холодних тріщин.

## Запобігання утворенню холодних тріщин
Висока опірність зварних з'єднань низьковуглецевих легованих сталей утворенню тріщин забезпечується у випадку, коли вміст дифузійного водню в наплавленому металі не перевищує 3,5…4,0 мл/100 г. Вища концентрація водню призводить до зниження опірності з'єднань утворенню холодних тріщин. Для запобігання утворенню холодних тріщин в цих сталях необхідні обмеження допустимих швидкостей охолодження. Наприклад, діапазон допустимих швидкостей охолодження зони термічного впливу для сталей 14Х2ГМРБ і 12ГН2МФАЮ W6/5= 13…18 °С/с, а для 12ХГН2МФБДАЮ W6/5= 4…6 °С/с.
Для запобігання утворення холодних тріщин при зварюванні з'єднань великої товщини слід застосовувати попередній підігрів. Як правило, він призначається при зварюванні металу товщиною понад 20 мм. Температура підігріву 80…100 °С. При зварюванні металу товщиною понад 40 мм температура підігріву 100…150 °С. При температурі навколишнього повітря нижче 0 °С необхідний попередній підігрів крайок, що зварюються до 100…120 °С для металу товщиною меншою за 30 мм і 130…150 °С для металу більшої товщини. Підігрів зварних з'єднань найбільш ефективний, якщо його здійснювати рівномірно по всій довжині шва з двох сторін від оброблення крайок на ширину не менше за 100 мм.
Стійкість зварних з'єднань проти утворення холодних тріщин може бути також підвищена застосуванням технології зварювання з «м'якими прошарками», за якої перші шари багатошарового шва виконують менш міцним і більш пластичним металом в порівнянні з подальшими шарами.